# Euderus acuminatus
Euderus acuminatus är en stekelart som först beskrevs av Girault 1915.  Euderus acuminatus ingår i släktet Euderus och familjen finglanssteklar. Inga underarter finns listade i Catalogue of Life.